# Fort Churchill (Manitoba)
Koordinaten: 58° 44′ 3″ N, 93° 49′ 13″ W
Fort Churchill ist ein heute inaktiver Raketenstartplatz in Churchill, Manitoba, Kanada. Der ehemalige Raketenstartplatz Fort Churchill liegt in der Nähe des Maximums der Polarlichtaktivität und spielte insbesondere in den 1950er Jahren eine große Rolle für Untersuchungen der Hochatmosphäre.

## Geschichte

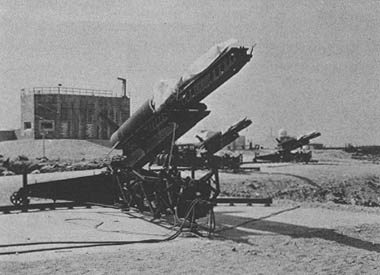
Startbereite Nike-Rakete; Foto von ca. 1960–1964

Der Komplex wurde 1954 durch die Canadian Army gebaut und diente als Forschungsanlage, um die Auswirkungen der Polarlichter und die Beeinflussung auf lange Kommunikationswege zu erforschen. Das Forschungsprogramm wurde 1955 für beendet erklärt und das Gelände vorübergehend stillgelegt. 1956 wurde das Komplex wiedereröffnet und für das Internationale Geophysikalische Jahr stark ausgebaut. 1957 starteten mehrere Raketen mit Experimenten für das internationale Geophysikalisches Jahr. Als auch dieses Programm für beendet erklärt wurde, wurde die Anlage erneut vorübergehend stillgelegt. Im August 1959 wurde die Anlage von der US-Army für Höhenforschungsraketen erneut in Betrieb genommen. Ende 1960 wurden große Teile der Anlagen durch einen Brand zerstört. Ab den 1970er Jahren wurden die Anlagen für kanadische Höhenforschungsprogramme genutzt. Seit 1989 werden die Anlagen kaum noch genutzt.

## Gegenwart
Die kanadische Raumfahrtbehörde CSA gab Anfang 2010 bekannt, dass sie derzeit auf der Suche nach Startplätzen für kleinere Raketen sei. Man denkt an zwei Standorte. Laut aktuellen Planungen soll eines davon Fort Churchill sein, von wo aus man bereits in der Vergangenheit mehrere hundert Raketen gestartet hat. Der andere neue Standort soll in Cape Brenton, Nova Scotia entstehen.